# Gordon Pinsent
Gordon Pinsent (Grand Falls, Terranova y Labrador; 12 de julio de 1930-Toronto, Ontario; 25 de febrero de 2023) fue un actor, escritor y cantante canadiense. Fue conocido por sus actuaciones en numerosas producciones, entre ellas Away from Her, The Rowdyman, John and the Missus, A Gift to Last, Due South y Quentin Durgens, M.P. Prestó su voz al personaje de Babar en las series y películas desde 1989 hasta 2015. Interpretó a a Hap Shaughnessy en The Red Green Show.

## Biografía
Pinsent, el menor de seis hijos, nació en Grand Falls, Terranova y Labrador. Su madre Florence "Flossie" era originaria de Clifton, Terranova, y su padre, Stephen Arthur Pinsent, era un trabajador de fábrica de papel y zapatero, originario de Dildo, Terranova. La familia era descendiente de inmigrantes de Kent y Devon en Inglaterra. Él se describió como un "niño torpe" que sufría de raquitismo. 
Pinsent comenzó a actuar a la edad de 17. Él pronto adquirió papeles en el drama de radio de CBC, y más tarde se trasladó al cine y televisión. A principios de la década de 1950, se alejó de la actuación y se unió al ejército canadiense, sirviendo aproximadamente cuatro años como privado en The Royal Canadian Regiment.

## Vida personal y muerte
Pinsent se casó con la también actriz Charmion King en 1962, y permanecieron juntos hasta la muerte de ella el 6 de enero de 2007 por enfisema; su hija, Leah Pinsent, también es actriz. Pinsent también tiene dos hijos de un matrimonio anterior.
Su autobiografía, By the Way, fue publicada en 1992. También ha escrito varias obras de teatro y guiones de televisión. En 1997 ganó un Earl Grey Award.
Pinsent falleció el 25 de febrero de 2023 en Toronto a los 92 años de edad.

## Filmografía

### Series de televisión
- 1962-1964: Scarlett Hill
- 1963-1965: The Forest Rangers
- 1966-1969: Quentin Durgens, M.P.
- 1969: Adventures in Rainbow Country
- 1970: Hogan's Heroes
- 1974: The Play's The Thing
- 1978-1979: A Gift to Last
- 1984: Seeing Things
- 1989: Babar
- 1991-2006: The Red Green Show
- 1993  Street Legal
- 1994-1999: Due South
- 1996: Wind at My Back
- 1998: Made in Canada
- 1998-2000: Power Play
- 2009: Corner Gas
- 2010-2012: Republic of Doyle
- 2010: Babar and the Adventures of Badou
- 2013: Satisfaction

### Especiales y películas para televisión
- 1969: Quarantined (película para televisión)
- 1972: Incident on a Dark Street
- 1979: The Suicide's Wife
- 1981: Escape from Iran: The Canadian Caper
- 1982: The Life and Times of Edwin Alonzo Boyd
- 1984: A Case of Libel
- 1988: Two Men
- 1993: Bonds of Love
- 1993: In the Eyes of the Stranger
- 1995: A Vow to Kill
- 1996: A Holiday for Love
- 1999: Win, Again!
- 2000: Jewel On The Hill (narrador)
- 2001: Blind Terror
- 2002: The New Beachcombers
- 2003: Fallen Angel
- 2003: Hemingway vs Callaghan
- 2004: H2O
- 2006: Yours, Al
- 2010: The Pillars of the Earth
- 2012: Sunshine Sketches of a Little Town
- 2014: Danny (cameo)
- 2016: Two Lovers and a Bear
- 2017: The River of My Dreams (documental)

### Películas
- 1964: Lydia
- 1968: The Thomas Crown Affair
- 1969: Colossus: The Forbin Project
- 1972: Blacula
- 1972: Chandler
- 1972: The Rowdyman
- 1974: The Heatwave Lasted Four Days
- 1974: Newman's Law
- 1974: Only God Knows
- 1976: Blackwood (narrador)
- 1977: Who Has Seen the Wind
- 1980: Klondike Fever
- 1981: Silence of the North
- 1987: John and the Missus
- 1989: Babar: the movie (voz)
- 1990: Blood Clan
- 1997: Pale Saints
- 1997: Pippi Longstocking (voz)
- 1999: The Old Man and the Sea (voz)
- 2001: The Shipping News
- 2002: A Promise
- 2003: Nothing
- 2003: Snow on the Skeleton Key
- 2004: The Good Shepherd
- 2004: Saint Ralph
- 2006: Away from Her
- 2006: The Sparky Book (voz)
- 2009: The Spine (voz)
- 2012: Flight of the Butterflies
- 2013: The Grand Seduction
- 2013: Sex After Kids